# Moje miasto (utwór)
Moje miasto – utwór muzyczny Marii Peszek z 2005 roku. Muzykę utworu skomponował Wojciech Waglewski, natomiast autorami tekstu są Maria Peszek i Piotr Lachmann. Piosenkę wydano jako pierwszy singel z debiutanckiej płyty Peszek, Miasto mania. Jako bonus na albumie znajduje się także remiks utworu, zatytułowany „Big City Mix”, autorstwa Niewinnych Czarodziei, czyli kolektywu muzycznego założonego przez Envee i DJ Maceo Wyro.

## Teledysk
Teledysk do tego nagrania wyreżyserowali Paweł Kozłowski i Błażej Górnicki, a jest on animacją zdjęć wykonanych przez Jacka Porembę. Wideoklip zdobył nagrodę w kategorii „plastyczna aranżacja przestrzeni” na Festiwalu Polskich Wideoklipów Yach Film 2006.

## Pozycje na listach przebojów
| Lista przebojów                    | Pozycja |
| ---------------------------------- | ------- |
| Lista przebojów Programu Trzeciego | 7       |
| Szczecińska Lista Przebojów        | 6       |